# 孝恪皇后
孝恪皇后（1510年代—1554年），杜氏，直隸順天府大兴县（今北京市）人。慶都伯杜林之女，明朝明世宗朱厚熜之妃，明穆宗朱载坖之生母。

## 生平
嘉靖九年（1530年）十月初六日，吏部尚書張璁上奏說古代天子會冊立皇后，設置六宮、三夫人、九嬪、二十七世婦、八十一御妻，以廣儲子嗣，現今中宮皇后在位數年，但皇嗣尚未繁盛，希望嘉靖帝下旨挑選貞潔賢淑的女子充實妃嬪。嘉靖帝便命令禮部員外郎李瑜、主事屠應埈、王汝孝、吳龍分別前往南北直隸、河南、山東選拔女子。嘉靖十年（1531年）二月二十五日，嘉靖帝諭大學士張璁曰：「朕奉章聖慈仁皇太后慈訓，於選中淑女三十人內慎選九人，以充九嬪」。三月初二日，冊封淑女方氏、鄭氏、王氏、閻氏、韋氏、沈氏、盧氏、沈氏與杜氏為九嬪。《明世宗肅皇帝實錄》並未提及這九位嬪各自的封號，但是綜合《皇明典禮志》、《禮部志稿》等史料的記載，可知淑女方氏冊封為德嬪，鄭氏為賢嬪，王氏為莊嬪，閻氏為麗嬪，韋氏為惠嬪，沈氏為安嬪，盧氏為和嬪，沈氏為僖嬪，杜氏為康嬪。同年八月初七日，杜康嬪之父杜林授為錦衣衛帶俸正千戶。
嘉靖十五（1536年）九月初九日，進封宸妃沈氏、麗妃閻氏為貴妃，端嬪曹氏為端妃，安嬪沈氏為安妃，康嬪杜氏為康妃，並且冊封錦衣衛正千戶盧惠之女盧氏為靖嬪、江洋之女江氏為恭嬪、任惠之女任氏為順嬪、趙汝誠之女趙氏為榮嬪。嘉靖十六年（1537年）正月二十三日，杜康妃生明世宗第三子朱载坖。
嘉靖三十三年（1554年）正月，杜康妃逝世，年约40岁。礼部尚书歐陽德和大学士严嵩奏请让朱载坖服三年丧。嘉靖帝不允许，以“应避至尊，不宜重服”下谕，大臣遂不敢争。嘉靖帝命比照郑贤妃的葬礼，辍朝二日，谥为荣淑康妃，葬金山。
其子朱载坖即位后，為杜氏恭上諡號孝恪渊纯慈懿恭顺赞天开圣皇太后，並迁葬永陵，設牌位於神霄殿。追封太后之父杜林为庆都伯，命其子杜繼宗（杜氏之弟）繼承宗嗣。